# Demi-lune noire
Drymonia ruficornis
Pour les articles homonymes, voir Demi-lune.
Espèce
La Demi-lune noire ou Bombyx chaonien, Drymonia ruficornis, est une espèce de lépidoptères appartenant à la famille des Notodontidae.
- Répartition : Europe, Afrique du Nord, Asie mineure et Arménie.
- Envergure du mâle : 15 à 18 mm.
- Période de vol : de mars à juin.
- Habitat : forêts de chênes.
- Plantes-hôtes : Quercus

## Source
- P.C. Rougeot, P. Viette, Guide des papillons nocturnes d'Europe et d'Afrique du Nord, Delachaux et Niestlé, Lausanne 1978.